# سیل کوهستانی
سیل کوهستانی (ارمنی: Լեռնային հեղեղ) یک فیلم است محصول سال ۱۹۳۹, به کارگردانی پاتواکان بارخوداریان

## بازیگران
- واغارش واغارشیان
- تادئوس ساریان
- گئورگ آشوقیان
- آمالیا آرازیان
- خاچاطور آبراهامیان
- هوهانس استپانیان